# Монумент Великой Октябрьской социалистической революции
Монуме́нт в честь Вели́кой Октя́брьской социалисти́ческой револю́ции (укр. Монумент Великій Жовтневій соціалістичній революції) — советский монумент, располагавшийся в Киеве на площади Октябрьской революции (ныне площадь Независимости) с 1977 по 1991 год.

## История
Памятник был открыт 22 октября 1977 года в честь 60-летия Октябрьской революции. Его авторы: скульпторы В. З. Бородай, В. И. Зноба, И. С. Зноба, архитекторы А. И. Малиновский, М. М. Скивицкий.
Перед пилоном находились четыре бронзовые фигуры — рабочего, работницы, солдата и матроса (высота каждой статуи 5,25 м). Их лица напряжены, взгляд сосредоточен, позы выражают уверенность в правоте своего дела. Над ними на фоне пилона в виде развернутого знамени высотой 18,4 м возвышалась фигура Владимира Ленина высотой 8,9 м, выполненная из красного гранита. Вся скульптурная группа была размещена на гранитном стилобате. Надпись на стилобате, выполненная накладными буквами, гласила: «На честь Великої Жовтневої / соціалістичної революції».
Выразительность памятника достигалась контрастным сочетанием лаконичности монументальных форм статуи Ленина с реалистичными, чётко смоделированными изображениями участников революции.
Высотный перепад уровней террасы, где размещался монумент, был решён с помощью широких гранитных лестниц и ступенчатой композиции, включающей газоны и каскады водохранилищ. Монумент крупного размера вписывался в градостроительный ансамбль центральной площади Киева благодаря уравновешенной пирамидальной композиции.
Указом Президиума Верховного Совета СССР от 10 мая 1982 года, в ознаменование 1500-летия города Киева, была учреждена медаль «В память 1500-летия Киева», где на аверсе изображён этот памятник.
В советские времена здесь проходили главные торжества, возлагались цветы. В 1990 году у подножия памятника проходила «Революция на граните».
В 1991 году после провала августовского путча и провозглашения Украиной независимости монумент было решено снести. 12 сентября памятник был демонтирован.
В октябре 1991 года 84 гранитных блока памятника были перевезены во двор Музея истории города Киева. В октябре 1998 года они были переданы АО «Укрреставрация» для повторного использования.
Странным образом гранитные остатки памятника были обнаружены в 2012 году, сваленные в кучу возле дороги в центре села Хлепча Васильковского района Киевской области.